# Étaule
Étaule település Franciaországban, Yonne megyében. Lakosainak száma 392 fő (2022. január 1.). Étaule Thory, Annay-la-Côte, Annéot, Avallon, Lucy-le-Bois, Provency és Sauvigny-le-Bois községekkel határos.

## Népesség
A település népességének változása:
| Lakosok száma | 389  | 369  | 376  | 369  | 380  | 390  | 390  | 389  | 392  |
|               | 2013 | 2015 | 2016 | 2017 | 2018 | 2019 | 2020 | 2021 | 2022 |